# Angaeus pentagonalis
Angaeus pentagonalis là một loài nhện trong họ Thomisidae.
Loài này thuộc chi Angaeus. Angaeus pentagonalis được Mary Agard Pocock miêu tả năm 1901.